# 柳沼淳子
柳沼 淳子（やぎぬま じゅんこ、1978年6月2日 - ）は、日本の女性アナウンサーである。セント・フォースに在籍している。

## 人物・来歴
郡山市立郡山第一中学校、福島県立安積女子高等学校、青山学院女子短期大学国文専攻を修了する。
短大在学中1997年度第41代ミス渋谷、そしてミス青山学院ファイナリストに選出され、セント・フォースにスカウトされる。
フジテレビ739『競馬予想TV!』のアシスタント、グリーンチャンネル『全国競馬便り』に出演、水着グラビア写真集やDVDを出版。その後様々なテレビ番組に出演。関西テレビ「DREAM競馬」ではメインキャスターに抜擢された。
2006年10月に日本ソムリエ協会認定ワインエキスパート、2008年8月にSSI認定利き酒師の資格を取得。2010年11月にフランス･ボルドーワイン最高評議会のコマンドールの称号を与えられる。2011年4月に芸能界では初めて日本ソムリエ協会認定「シニアワインエキスパート」試験に合格。
2014年5月フランス・シャンパーニュ騎士団よりシュヴァリエを叙勲した。都内のワインレストランのアンバサダー、スーパーバイザーとしても活躍。
2014年6月2日に会社経営者と結婚。現在は男の子と女の子の二児の母である。
趣味は旅行、テニス、水泳、ゴルフ、料理、ワイン。
2017年、二児の子育てをしながら3年越しで宅地建物取引士試験合格を果たした。

## 出演

### テレビ
現在
- ザ・ウルトラシェフシリーズ（LaLa TV、「ザ・超人シェフ」時代の2007年6月17日より司会・審査）

過去
- 東京シティ競馬中継（TOKYO MXTV、2005年4月～2007年3月、2013年4月～2014年7月）
- 南関東地方競馬チャンネル（2013年4月～2014年7月）
- 競馬予想TV!（フジテレビ739、2000年9月〜2002年7月）
- 全国競馬便り（グリーンチャンネル、2003年1月12日～2005年12月25日）
- DREAM競馬（関西テレビ制作分メインMC、2007年1月7日～2009年12月27日）
卒業と共に同番組タイトルでの放送自体も終了した。
- サタうま! 不定期ゲスト出演（関西テレビ、2007年～）
『DREAM競馬』出演により不定期に出演。取材ロケでは六車奈々、高山梨香（テレビ西日本アナウンサー）と共演していた。
- モバイル・ぐっど・モーニング（モバHO!）
- ハッピーデザイン（BSジャパン）
- ビューティー通信（BSジャパン）
- ワールドビジネスサテライト ウイークエンドサテライト（テレビ東京系列全国ネット）
- 内村プロデュース秋の復活祭SP 新!内村プロジェクト（2005年10月23日、テレビ朝日系列全国ネット）
- ワンダフル（TBSテレビ、2000年頃）- 部屋査定 「TRAP（Tokyo Rooms Assesment Project）」コーナー
- 踊る!さんま御殿!!（日本テレビ系列全国ネット、2007年4月24日）
- ファーストクラス（テレビ神奈川、2007年4月17日～9月25日）- ロンドン役

### ラジオ
- ショーアップナイターニュース（ニッポン放送）
- 柳沼淳子のちょっと小耳に（中国放送）

### インターネット
- NEWS GyaO（GyaO）- スポーツキャスター（木・金担当）
- E-navi（GyaO）
- STUDIO! ドリームネット（ドリームネット）
- BB beat （ドリームネット）
- アイドル☆カーニバル（Liverpool×goo）
- CTVNウーマン（ザ・カラーテレビジョン・ネットワーク）

## 作品

### 書籍
- 『圧倒的美女になるための50のレッスン』（2015年9月14日、幻冬舎）ISBN 978-4344028180

#### 写真集
- passio（2004年9月25日、ワニブックス、撮影：毛利充裕）ISBN 978-4847028212
- Lumiere（2005年8月20日、ワニブックス、撮影：MouriMitsuhiro）ISBN 978-4847028809

### DVD
- bis Lumiere（2005年11月26日、ワニブックス）
- passion in bali（2006年4月28日、リバプール）

## 広告
- 「白桃とコエンザイムQ10のお酒」（サントリー）